# Fire Emblem Echoes: Shadows of Valentia
Vous lisez un « article de qualité » labellisé en 2018.
Fire Emblem Echoes: Shadows of Valentia est un jeu vidéo de rôle tactique développé par Intelligent Systems et Nintendo SPD et édité par Nintendo sur Nintendo 3DS. Il s'agit du quinzième opus de la saga Fire Emblem, ainsi que le dernier jeu de cette série à être sorti sur Nintendo 3DS. Il est sorti le 20 avril 2017 au Japon, le 19 mai 2017 en Amérique du Nord et en Europe et le 20 mai 2017 en Australie.
Le jeu suit le parcours de deux amis d'enfance, Alm et Celica, entraînés malgré eux dans une guerre opposant les royaumes voisins de Rigel et Zofia, tous deux appartenant au continent de Valentia. Alm s'oppose à l'invasion de Zofia par Rigel en prenant les armes, tandis que Celica cherche à retrouver Mila, la déesse protectrice disparue de Zofia.
Révélé lors du Fire Emblem Direct du 18 janvier 2017, il est une reprise du jeu Fire Emblem Gaiden publié sur Famicom et uniquement au Japon le 14 mars 1992. Ainsi, il reprend les mécaniques du jeu d'origine, inclut certaines mécaniques de jeu apparues dans des opus postérieurs à Gaiden, tout en ajoutant de nouvelles fonctionnalités, comme les donjons. Là où Gaiden est un jeu exclusif au Japon, Fire Emblem Echoes: Shadows of Valentia est disponible partout dans le monde.
Le développement de Fire Emblem Echoes: Shadows of Valentia débute en 2015, peu après la mise en vente de Fire Emblem Fates. Pensé pour être le point culminant des jeux Fire Emblem sur 3DS, des équipes ayant travaillé à la fois sur Fire Emblem: Awakening et Fire Emblem Fates travaillent ainsi sur le jeu.
Bien accueilli par la critique, le jeu propose depuis l'été 2017 des contenus additionnels.

## Trame

### Univers

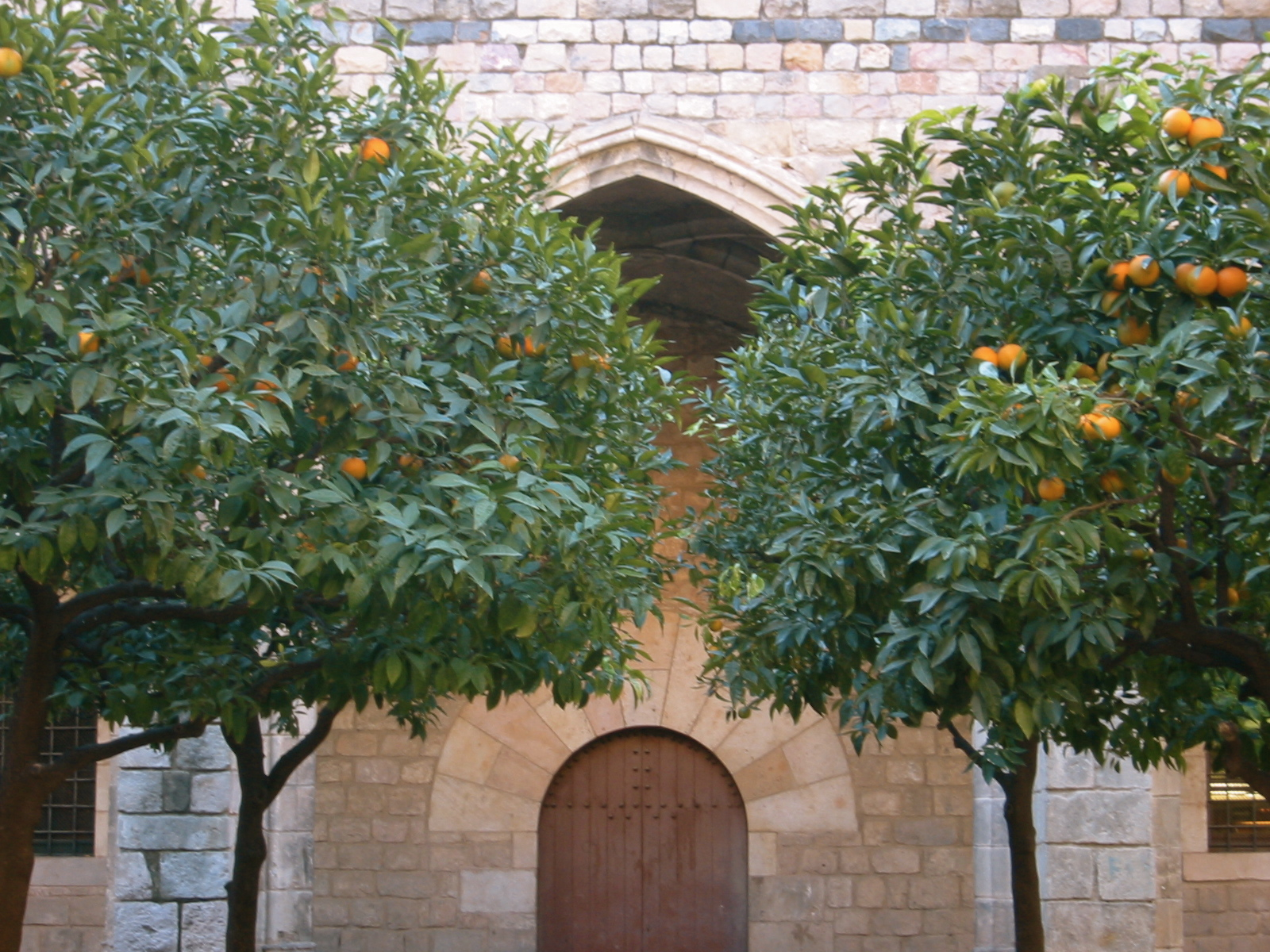
Maison médiévale avec des orangers, ici à Barcelone, ayant servi d'inspiration pour le village de Ram, village d'enfance d'Alm et de ses amis à Zofia.

Blason du Royaume de Zofia

L'aventure de Fire Emblem Echoes: Shadows of Valentia se déroule dans le monde imaginaire médiéval et fantastique de Valentia, dans lequel deux royaumes, Rigel et Zofia, sont en guerre, à la suite de la rupture d'un traité divin garantissant la paix entre les deux royaumes.
Le royaume de Zofia, dont le peuple vénère Mila, déesse mère qui protège leurs terres et leur garantit des récoltes abondantes, se situe au sud du continent de Valentia et est dirigé par le roi Lima IV. Néanmoins, ce dernier n'étant que peu intéressé par le pouvoir, c'est en réalité Desaix, le chancelier à la solde du royaume de Rigel, qui dirige réellement. Celica, de son vrai nom Anthiese, est la princesse de ce royaume, appelée à le diriger à la mort du roi Lima IV. Au sein du royaume de Zofia, il existe un groupe résistant à l'envahisseur rigélien, la Délivrance, dirigée par Clive, chevalier zofien resté fidèle à sa patrie. Dans la première partie du jeu, l'armée dirigée par Alm s'efforce de libérer Zofia.
Au sud de Zofia se trouve une île, Novis, où se situe un monastère dans lequel Celica est cachée durant son enfance, avec ses meilleurs amis Mae, Genny et Boey. Le village de Ram, où les personnages principaux ont passé leur enfance et leur adolescence, ainsi que le temple sacré de Mila, se trouvent également en Zofia.

Blason de l'Empire de Rigel

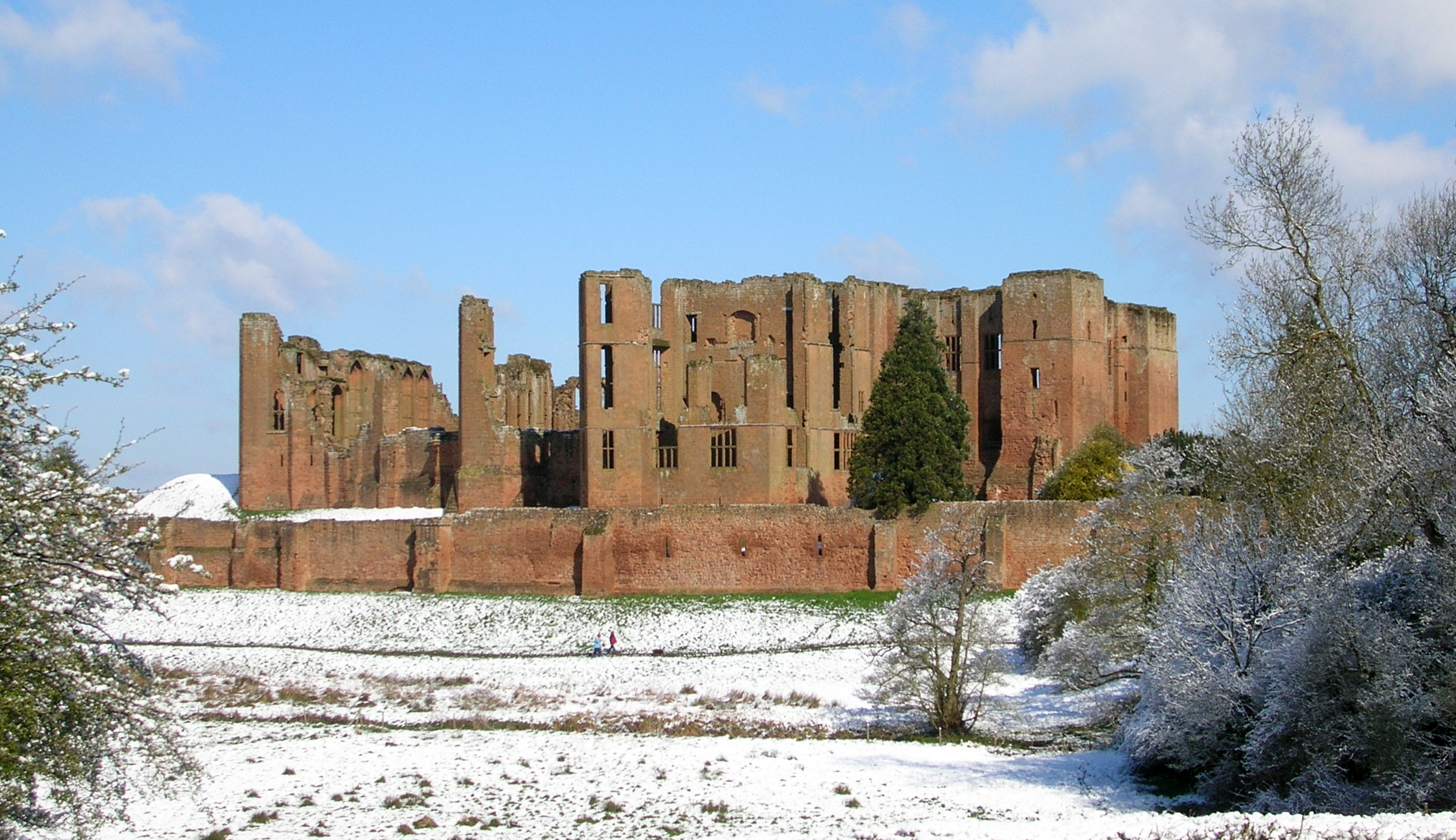
Château médiéval sous la neige, ici le château de Kenilworth, ayant servi d'inspiration pour le royaume de Rigel.

Quant au royaume de Rigel, dont le peuple vénère Duma, dieu guerrier ayant appris à son peuple à se baser sur la force, se situe au nord du continent et est dirigé par l'empereur Rudolf. À la suite de mauvaises récoltes et aux réponses négatives de Zofia aux demandes d'aide de Rigel, ce dernier déclare la guerre à Zofia. Dans la seconde partie du jeu, les armées de Celica et d'Alm cherchent respectivement à libérer la déesse Mila, portée disparue en Rigel, et à renverser le roi Rudolf.
Se trouve en Rigel la tour de Duma, lieu principal du culte du dieu guerrier.
Le jeu met en scène deux personnages principaux, amis d'enfance. Le premier, Alm, s'est engagé dans l'armée de la « Délivrance » pour protéger son pays de l'envahisseur, Rigel. Quant à Celica, elle a également pour dessein d'arrêter la guerre en trouvant de l'aide auprès de la déesse Mila. Ainsi, le joueur est aux commandes de deux armées qu'il doit guider en parallèle vers leurs objectifs respectifs.
L'histoire se passe dans le même monde que celui de Marth, héros du premier jeu Fire Emblem, sur le continent de Valentia (connu sous le nom de Valm dans Fire Emblem: Awakening) et juste après l'épopée Shadow Dragon, le premier volet de la saga du jeu.

### Personnages

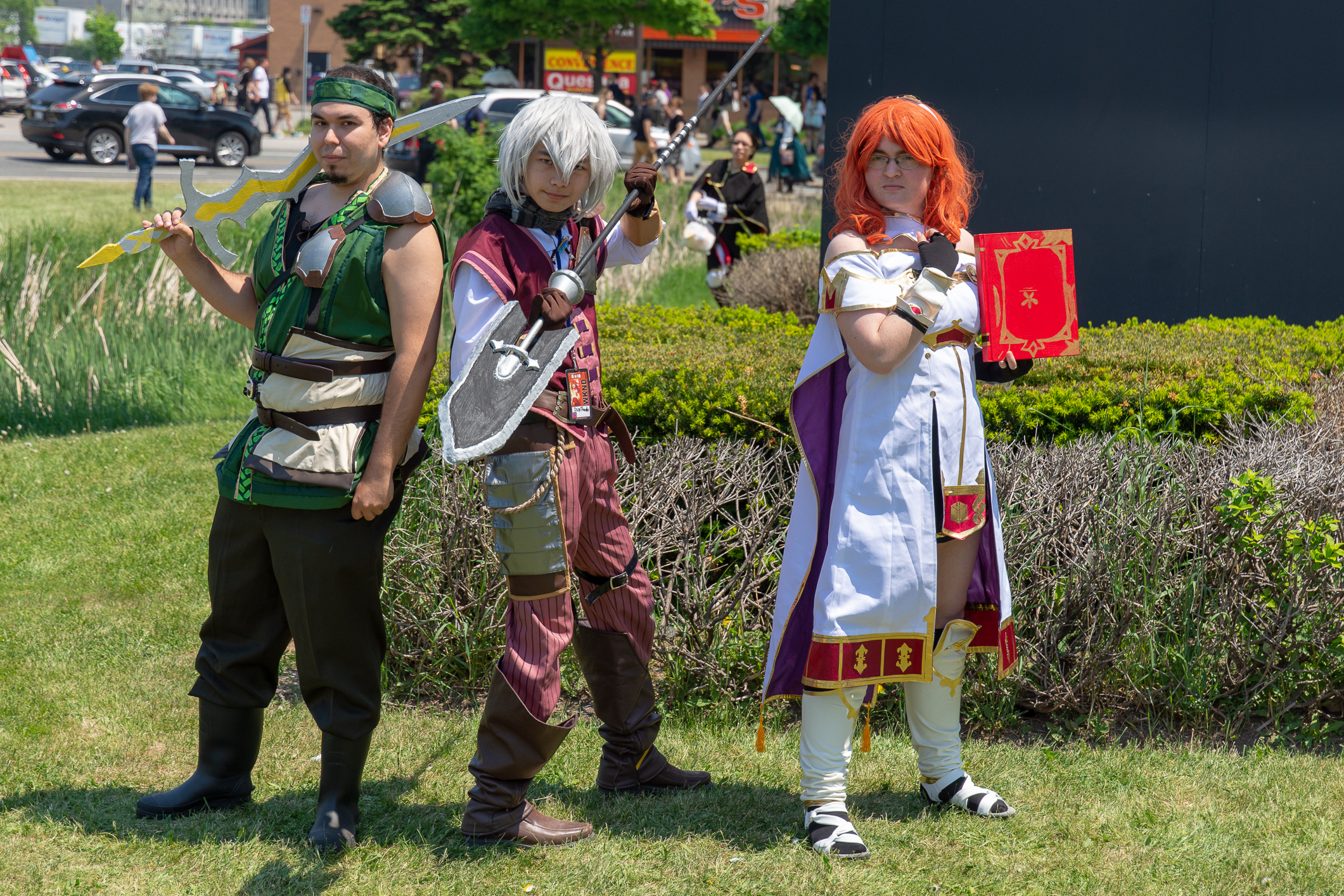
Cosplays de plusieurs personnages principaux de Fire Emblem Echoes: Shadows of Valentia, Gray, Lukas et Celica.

Il y a deux personnages principaux dans Fire Emblem Echoes: Shadows of Valentia : Alm et Celica.
Alm (doublé par Kyle McCarley) est né en l'an 384 du calendrier valentien et élevé au village de Ram, au sud de Zofia, par son grand-père Mycen (Doug Stone). Il y grandit avec ses amis Gray (Max Mittelman), Tobin (Robbie Daymond), Kliff (Chris Patton) et Faye (Amber Connor), ainsi que Celica (Erica Lindbeck), dont il est particulièrement proche. Il porte une marque sur sa main gauche. Séparé jeune de Celica à la suite d'un incident militaire, il vécut le reste de son adolescence éloigné de cette dernière. Sous la tutelle de Mycen, il développe ses capacités de combattant jusqu'à ses dix-sept ans, âge auquel il se sent prêt à quitter son village pour se battre contre l'envahisseur rigelien, ce que Mycen refuse.
De son côté, Celica passe le reste de son enfance au monastère de Novis, en compagnie de ses amis Boey (Chris Hackney), Mae (Cherami Leigh) et Genny (Eden Riegel). Sous la tutelle du prêtre Nomah (Kirk Thornton), elle quitte le prieuré afin de partir à la recherche de Mila, déesse protectrice de Zofia qui a disparu. Elle possède une marque similaire à celle d'Alm, mais sur sa main droite. Elle se spécialise dans la magie.
Parmi les autres personnages principaux, on retrouve Rudolf (Jamieson Price), empereur de Rigel, Jedah (Richard Epcar), chef du culte de Duma et conseiller de l'empereur de Rigel, Berkut (Ian Sinclair), le neveu de l'empereur de Rigel, Rinéa (Dorothy Fahn), sa fiancée, et Desaix (Daniel Woren), chancelier traître de Zofia à la solde de Rigel.

### Synopsis

#### Prologue - Alm et Celica
L'histoire de Fire Emblem Echoes: Shadows of Valentia commence pendant l'enfance d'Alm et Celica, lorsque ces derniers, ainsi que leurs amis, sont attaqués par des troupes du chancelier Desaix et sont alors défendus par Mycen qui vient à leur secours. Au moment de leur déroute, ces soldats reconnaissent néanmoins Celica, forçant cette dernière à fuir avec Mycen, au plus grand désespoir d'Alm.

#### Chapitre 1 - L'appel de Zofia

Blason de la Délivrance

Après une ellipse d'une dizaine d'années, Alm vit toujours au village de Ram. Un beau jour, Lukas, un soldat de la Délivrance (armée rebelle de soldats restés loyaux à Zofia et refusant l'autorité du chancelier Desaix), vient demander à Mycen, général illustre, de se battre avec eux. Ce dernier étant absent, Alm, son petit-fils, décide de partir à sa place, désirant ardemment se battre pour son pays. Il part ainsi avec ses amis en direction du QG de la Délivrance, abattant des bandits et délivrant des otages du Royaume sur son passage. Après avoir rejoint le QG de la Délivrance, Alm se voit proposer la direction de cette dernière par Clive, cavalier zofien et chef de la Délivrance, ce qu'il accepte. Ce changement hiérarchique fait enrager Fernand, l'un des membres du mouvement de résistance qui, n'acceptant pas qu'un paysan devienne son supérieur, quitte alors ce dernier. Cette nouvelle armée s'élance alors vers le château de Zofia, afin de libérer ce pays du joug de Desaix. À la suite de la victoire de l'armée d'Alm, Desaix fuit vers Rigel. Alm retrouve son grand-père plus tard dans le château de Zofia, ce dernier l'encourageant à suivre le chemin qu'il pense être juste pour libérer Valentia.

#### Chapitre 2 - Pèlerinage
En parallèle, le joueur suit également Celica qui quitte le prieuré de Novis où elle est cachée. Lorsque le prêtre Nomah lui fait part de ses inquiétudes concernant la disparition de la déesse mère Mila, Celica, ainsi que ses amis Boey, Mae et Genny, partent alors pour enquêter. Une fois arrivée au port de Novis, Celica engage Saber, un mercenaire, pour la protéger. Après s'être confrontée à des pirates et avoir recruté de nouveaux alliés, elle arrive à Zofia où elle est attaquée aux alentours du château. Un cavalier masqué arrive alors, afin de sauver cette dernière. Il disparaît peu de temps après. Elle retrouve ensuite Alm mais, à la suite d'une dispute, ils suivent des chemins différents. Alm pense en effet qu'il faut continuer la lutte contre Rigel, tandis que Celica souhaite envisager une solution plus pacifique. En raison de l'incapacité de trouver un terrain d'entente, les deux amis se séparent alors. Mais au moment où ils commencent à exprimer des regrets, un éboulement empêche les deux groupes de se rejoindre.

#### Chapitre 3 - Luttes et Délivrance

Blason des pirates de Grieth

Alm continue alors de pourchasser les soldats rigeliens restants en Zofia. Il rencontre dans un village forestier le jeune mage Luthier, qui lui annonce que sa sœur Delthea, véritable prodige de la magie, est retenue en otage par des membres du culte de Duma, qui menacent d'inonder Zofia en sabotant le barrage situé à la frontière entre Zofia et Rigel. Décidé à les stopper, Alm rencontre de nombreux adversaires en chemin, comme le neveu de l'empereur rigelien et général de ses armées Berkut, rejoint par Fernand, le déserteur de la Délivrance, ou Desaix, chancelier corrompu terré dans sa forteresse où il retenait des membres de la Délivrance en otages. Il arrive au barrage et défait le chantre de Duma, libérant ainsi Delthea et permettant à ses troupes d'avancer en Rigel.
Entretemps, Celica et son armée progressent dans le désert de Zofia. Elle met notamment fin aux exactions commises par un groupe de pirates et de mercenaires qui sévissent dans la zone, les pirates de Grieth. Elle libère des prisonniers qui se joignent à sa cause et se met en route vers le temple de Mila, situé tout au nord de Zofia. Elle y apprend que Mila a été enlevée par Jedah, l'apôtre principal du culte de Duma. Le chevalier masqué apparaît également pour remettre à Celica sa tiare royale, prouvant ainsi qu'elle est la princesse de Zofia, sous son vrai nom Anthièse. Elle assume alors son rôle et accepte de monter sur le trône zofien une fois la guerre terminée.

#### Chapitre 4 - Les terres de douleur

Emblème de la Déesse Mère Mila

Celica et son groupe avancent vers le temple de Duma, afin de libérer la déesse prisonnière. En chemin, ils rencontrent Halcyon, ancien membre du culte de Duma chassé par Jedah. Au souhait de Celica, il renforce Alm à distance, éveillant son pouvoir enfoui. Il confirme également à Celica que Mila est prise au piège dans la tour de Duma, épicentre du culte du Dieu guerrier. Elle avance à travers Rigel jusqu'à la tour de Duma qu'elle gravit jusqu'au sommet, notamment rejoint par le cavalier masqué, qui s'avère être son frère caché, Conrad. Une fois au sommet, afin de sauver Alm, elle offre son âme à Duma, faisant ainsi de son corps une marionnette sans vie au service de Jedah. Son groupe est lui banni dans les catacombes.
De son côté, Alm se rend enfin compte que Celica n'est autre que la princesse de Zofia et comprend alors son point de vue lors de leur dispute. Étant néanmoins incapable de la rejoindre, il continue son avancée en Rigel, bataillant notamment à nouveau contre Berkut, pour arriver finalement jusqu'au château de Rudolf III. Au terme d'un long combat contre l'Empereur lui-même, Alm le terrasse finalement. Rudolf lui apprend alors qu'il est en réalité son fils, qu'il a caché à la naissance pour lui éviter de se convertir au culte de Duma, que Rudolf voyait devenir de plus en plus influent, plus que lui-même. Afin de libérer Valentia des dieux, il a donc chargé Mycen d'élever son fils dans un lieu reculé, à l'abri des disciples de Duma. Dans son dernier souffle, il demande alors à Alm de se munir de Falchion, l'épée qui peut terrasser les dieux et abattre Duma, devenu fou.

#### Chapitre 5 - Retrouvailles

Emblème du Dieu Guerrier Duma

Pendant qu'Alm digère encore le fait d'être l'unique héritier de Rigel, Berkut, anéanti par la défaite de son oncle et la perte du trône qui lui revenait, est alors manipulé par Duma, lui promettant plus de pouvoir pour vaincre Alm. Il prend alors possession de Berkut et de sa fiancée, les transformant en pantins de son armée. Fernand se rend compte trop tard de son erreur et tente de fuir pour prévenir Alm et son armée. Mais il est rattrapé par les troupes de Duma et meurt dans les bras de son ancien ami Clive. Après avoir vaincu Berkut, Alm retrouve Celica, prisonnière de Jedah avant qu'elle ne soit sacrifiée à Duma. Ne pouvant la sauver directement, il doit contourner la cellule pour la rejoindre. Néanmoins, Jedah achève la transformation de Celica en marionnette de Duma avant qu'Alm ne puisse la rejoindre.
Alm s'aventure dans le temple de Duma, récupérant notamment Falchion, et il retrouve Celica, transformée. Un duel s'engage alors entre les deux protagonistes. Celica implore Alm de l'achever, ce qu'Alm se retrouve obligé de faire, Falchion traversant le corps de Celica, qui meurt dans les bras d'Alm. Néanmoins cette dernière se met à briller et la déesse Mila apparaît alors, utilisant ses derniers pouvoirs pour libérer Celica de l'emprise de Duma et la ramener à la vie. La déesse demande également à Alm de libérer son frère Duma afin que dieux et hommes puissent continuer leurs vies sans avoir besoin les uns des autres.
Retrouvant également l'armée de Celica, le combat final s'engage alors contre Jedah et Duma. Une fois le dieu déchu vaincu, il demande à Celica et Alm de ne pas refaire les erreurs que lui et sa sœur ont commises.
Peu de temps après, au château de Zofia, Alm et Celica se marient, devenant ainsi le couple royal du nouveau royaume de Valentia, résultat de l'unification des royaumes de Rigel et de Zofia.

#### Chapitre 6 - Le Dédale de Thabès

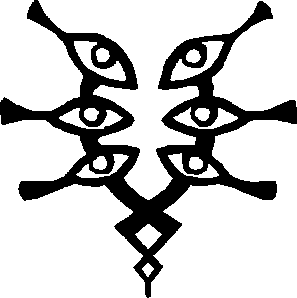
Marque de Grima, dragon déchu et création de Forneus, enfermée dans le dédale de Thabès.

Peu de temps après, un marchand se trouvant au port de Zofia demande à Alm et Celica de l'escorter jusqu'en Akaneia, le continent voisin. Après avoir triomphé des pirates sur le chemin, ils arrivent au port de Furia, situé tout proche d'un labyrinthe, le dédale de Thabès, donjon regorgeant d'informations sur les origines de Duma, Mila et des autres dieux. Ils y apprennent notamment qu'un alchimiste, nommé Forneus, tente de créer la forme de vie ultime, à partir de sang de dragons et de morts ressuscités. Scellé dans ce labyrinthe avec ses créations en raison de la nature inhumaine de ses expériences, il réussit néanmoins à créer « La Création », boss final du jeu, dont il est sous-entendu qu'il serait Grima, dragon déchu que les protagonistes du jeu Fire Emblem: Awakening affrontent près de 1000 ans plus tard.

### Ajout par rapport à la version originale
En plus d'une mise à jour graphique, de nouveaux éléments des scénarios et de nouveaux personnages sont rajoutés par rapport à Fire Emblem Gaiden. Faye, Conrad, Berkut et sa fiancée, ainsi que Fernand sont tous des personnages exclusifs à Fire Emblem Echoes: Shadows of Valentia. Le chapitre 6 et tous les éléments scénaristiques en découlant sont également des ajouts, à l'instar du prologue narrant l'enfance d'Alm et Celica.
Les amiibos à l'effigie d'Alm et Celica permettent également au joueur d'avoir accès à des donjons exclusifs, celui d'Alm étant centré sur Duma alors que celui de Celica est basé sur Mila. Il est également possible d'utiliser les amiibos en combat. Si les amiibos de la franchise Fire Emblem permettent d'invoquer des fantômes à l'effigie de l'amiibo (Marth de Fire Emblem: Shadow Dragon, Ike de Fire Emblem: Path of Radiance, Roy de Fire Emblem: The Binding Blade, Daraen et Lucina de Fire Emblem: Awakening et Corrin de Fire Emblem Fates), les autres amiibos issus des autres franchises Nintendo permettent l'apparition de monstres génériques, se battant pour le compte du joueur.

### Contenu additionnel
Il existe plusieurs types de DLCs pour Fire Emblem Echoes: Shadows of Valentia. 

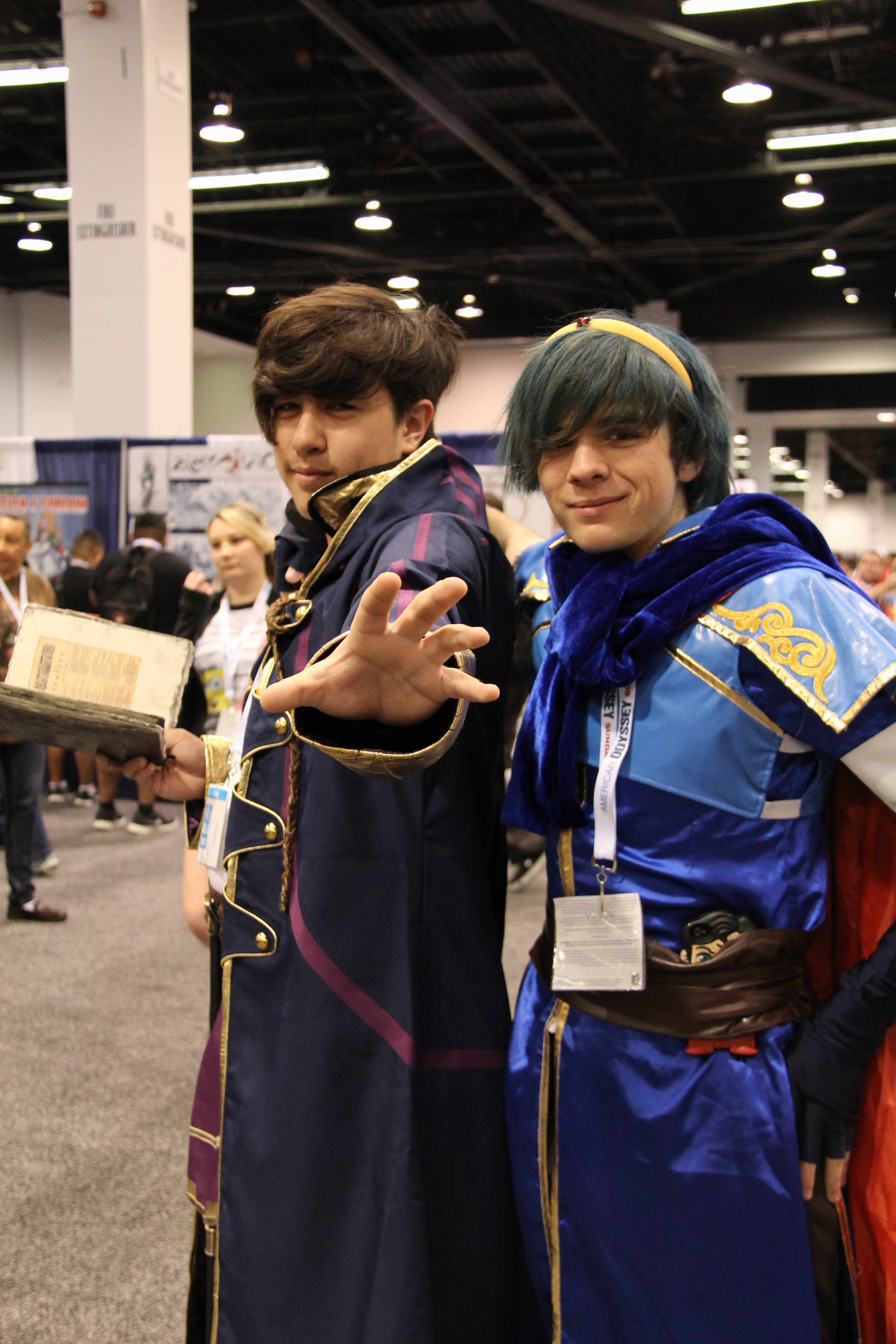
Cosplay de deux personnages invocables par des amiibos, Daraen, de Fire Emblem: Awakening et Marth, de Fire Emblem: Shadow Dragon.

Plusieurs de ces contenus additionnels sont gratuits pour le joueur, lui offrant plusieurs objets exclusifs ou de l'or. Ces différents contenus sont regroupés sous le nom de « Cadeaux de la déesse ».
Les contenus téléchargeables payants sont eux divisés en cinq catégories.
La première catégorie, « Guerriers novices », est composée de trois cartes exclusives et est pensée pour les joueurs débutants ou au début de l'histoire, en leur proposant des objets supplémentaires ou de l'or en récompense, ainsi que des éclats à l'effigie des signes du zodiaques, permettant d'augmenter les caractéristiques de ses soldats. Ce pack est disponible à partir du 19 mai 2017.
Le deuxième regroupement de cartes, intitulé « Héros sans peur », propose, en plus d'un donjon, deux cartes exclusives, réservées aux joueurs les plus avancés dans l'aventure. Elles permettent au joueur de progresser plus facilement dans le jeu, offrant expérience et pièces d'or une fois la carte finie. Ce pack est disponible à partir du 25 mai 2017.
Le troisième pack de DLC permet au joueur d'avoir accès aux classes exclusives du jeu, qui sont des promotions spéciales pour les guerriers les plus avancés. Connu sous le nom d'« Autels oubliés », il est constitué de dix cartes, dix petits donjons où l'unité peut être promue selon sa classe. Ce pack est disponible à partir du 25 mai 2017.
Le quatrième regroupement de cartes, nommé « Les origines de la Délivrance », se concentre sur les événements se déroulant entre le prologue et le chapitre 1, lors de la création de la Délivrance et de ses premiers combats. Ces quatre nouvelles cartes exclusives proposent ainsi de nouveaux dialogues entre les personnages (appelés conversations de soutien dans le jeu), ainsi que la possibilité d'incarner un personnage exclusif, Fernand, que l'on ne peut pas jouer dans l'aventure. Ce pack est disponible à partir du 1er juin 2017.
La cinquième vague de contenus additionnels, « Héros de Cipher », met en scène deux nouvelles cartes, des héros issus du jeu de cartes Fire Emblem Cipher, Lando, Shade, Yuzu et Emma, intégralement doublés et disposant de relations de soutiens exclusives. Ces personnages sont recrutables et rejoignent ensuite votre équipe après avoir fini les cartes correspondantes. C'est également la première apparition de ces quatre héros en dehors de Fire Emblem Cipher. Ce pack est disponible à partir du 22 juin 2017.

## Système de jeu

Continent de Valentia. Au nord, l'Empire de Rigel, au sud, le Royaume de Zofia.

### Généralités
Fire Emblem Echoes: Shadows of Valentia est un jeu vidéo de rôle tactique dans lequel le joueur enchaîne des phases de dialogues et des combats au tour par tour afin d'avancer dans l'intrigue. Le joueur contrôle deux armées, qu'il doit guider vers la victoire tout en accomplissant un certain nombre de tâches pour réussir la mission. Le joueur déplace ses personnages sur la carte du monde pour choisir le déroulement de sa progression, durant les combats et dans les phases de donjon. Le joueur suit également une série de scènes cinématiques, ou d'images fixes ou légèrement animées, proposant des boites de dialogues décrivant la narration d'un scénario linéaire ne laissant aucun choix au joueur (en dehors de l'ordre dans lequel les missions peuvent être accomplies). Le joueur est régulièrement confronté à des combats, durant lesquels il contrôle des personnages sur une carte composée d'une grille, affichée dans une perspective en vue de dessus. Lors de ces combats ou des interactions entre les différents personnages, la vue peut se transformer et passer en vue objective.
Contrairement au jeu précédent Fire Emblem Fates, Fire Emblem Echoes: Shadows of Valentia propose deux modes de difficultés, le mode normal et le mode difficile. Le joueur peut également choisir si les personnages tombés au combat sont morts définitivement (mode « Classique ») ou si les unités se retirent seulement du combat, pour revenir au prochain combat (mode « Débutant »). Le mode « Phénix », nouveauté introduite dans Fire Emblem Fates, est absent de Fire Emblem Echoes: Shadows of Valentia.
Le joueur peut se déplacer sur la carte de Valentia sur différents chemins alternant champs de batailles, donjons et villages. Certains arrêts sont optionnels, tandis que d'autres sont obligatoires pour faire progresser l'intrigue. Jusqu'à la fin du chapitre 5, le joueur contrôle séparément les deux armées d'Alm et Celica, qui s'unifient après le chapitre 6. Au sein des villages, le joueur a accès à plusieurs écrans fixes représentant les différentes parties du village. Selon les écrans, le joueur pourra acheter des objets, améliorer ou vendre ses armes à la forge ou discuter avec des personnages non joueurs.
Le joueur peut également explorer des donjons modélisés en trois dimensions, qui prennent la forme de catacombes, de forêts hantées ou de temples sous-marins. Durant ces phases, le joueur incarne soit Alm, soit Celica à la troisième personne et peut se déplacer librement à l'intérieur de ce donjon, dans un environnement avec lequel il peut interagir (pots à briser afin de trouver de l'or, nourriture à ramasser, inscriptions à déchiffrer...). Le joueur peut également rencontrer des ennemis, engendrant un combat en cas de contact. Le joueur peut surprendre et frapper l'ennemi avant le début du combat, pour commencer ce dernier avec un avantage, ou inversement se faire surprendre et commencer la bataille avec des points de vie en moins.

### Combats
Fire Emblem Echoes: Shadows of Valentia propose des mécaniques de jeu similaires à celles des autres opus de la saga Fire Emblem, sur un champ de bataille décomposé en différentes cases à travers lesquelles les unités du joueur et les ennemis évoluent. Durant une attaque, la caméra passe d'une vue du dessus à une vue à la troisième personne.

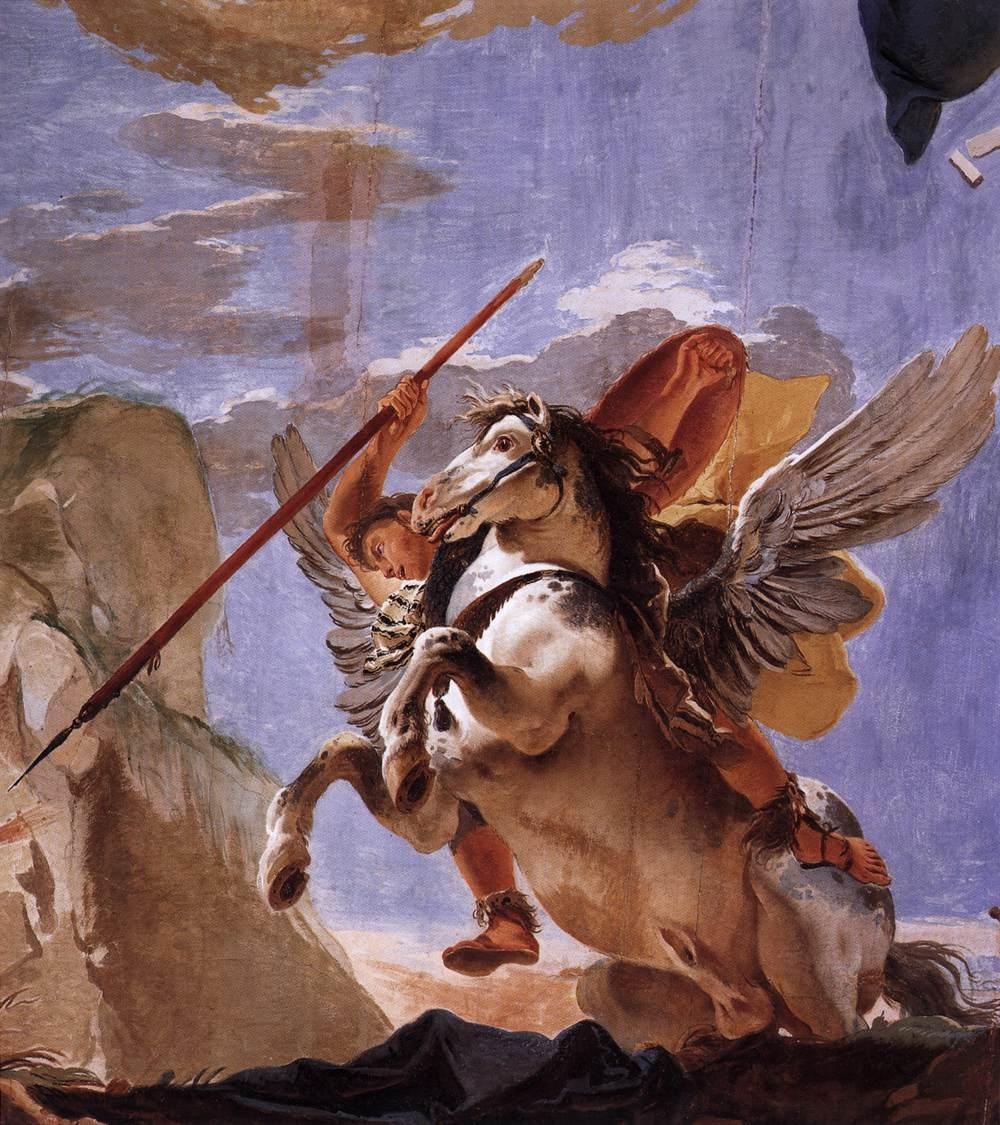
Peinture représentant un chevalier à dos de pégase, de manière similaire à certaines unités présentes dans le jeu, comme Clair.

Le combat s'effectue au tour par tour. Les unités du joueur, en bleu, jouent les premiers, suivies par les unités ennemies en rouge qui sont parfois suivies par des unités dites « alliées », en vert. Les déplacements se font case par case, chaque unité disposant d'une jauge de déplacement qu'elle ne peut pas dépasser et qui varie selon leur classe (les cavaliers se déplacent plus que les unités à pieds, qui se déplacent elles-mêmes plus que les unités en armure). À l'exception des cavaliers pégases, l'environnement peut également entraver les déplacements des unités (les cases de désert ou de forêts denses limitant les cases parcourues par les unités). Si un personnage est encore en vie à l'issue d'un combat, il gagne de l'expérience lui permettant de monter en niveau, améliorant ainsi ses caractéristiques. Les caractéristiques et les classes imposent au joueur d'adopter certaines stratégies lors des combats. En effet, le joueur doit par exemple utiliser à bon escient, des attaques magiques sur des unités possédant une faible résistance, ou d'utiliser des archers contre des unités volantes, ces derniers étant plus efficaces que les autres soldat contre ces unités.
Il existe plusieurs moyens de remporter la victoire. La plus courante est d'éliminer l'intégralité des forces ennemies en présence, mais il faut parfois réussir à prendre un fort, à tuer seulement le boss, voire à survivre un nombre de tour donné. Pour chaque carte, le joueur dispose d'un nombre limité d'unités, de classes et de caractéristiques différentes, comme les chevaliers pégases, les mages, les clercs ou les cavaliers. Les classes des personnages varient, leur donnant accès à différentes armes et à différentes capacités de mouvements. Une fois un niveau suffisant atteint, les unités peuvent améliorer leur classe augmentant ainsi leurs caractéristiques. Contrairement aux opus précédents où un objet spécifique est nécessaire afin de changer de classe, dans Fire Emblem Echoes: Shadows of Valentia, les promotions s'effectuent aux « fontaines de Mila », que le joueur retrouve sur son parcours tout au long de l'aventure.

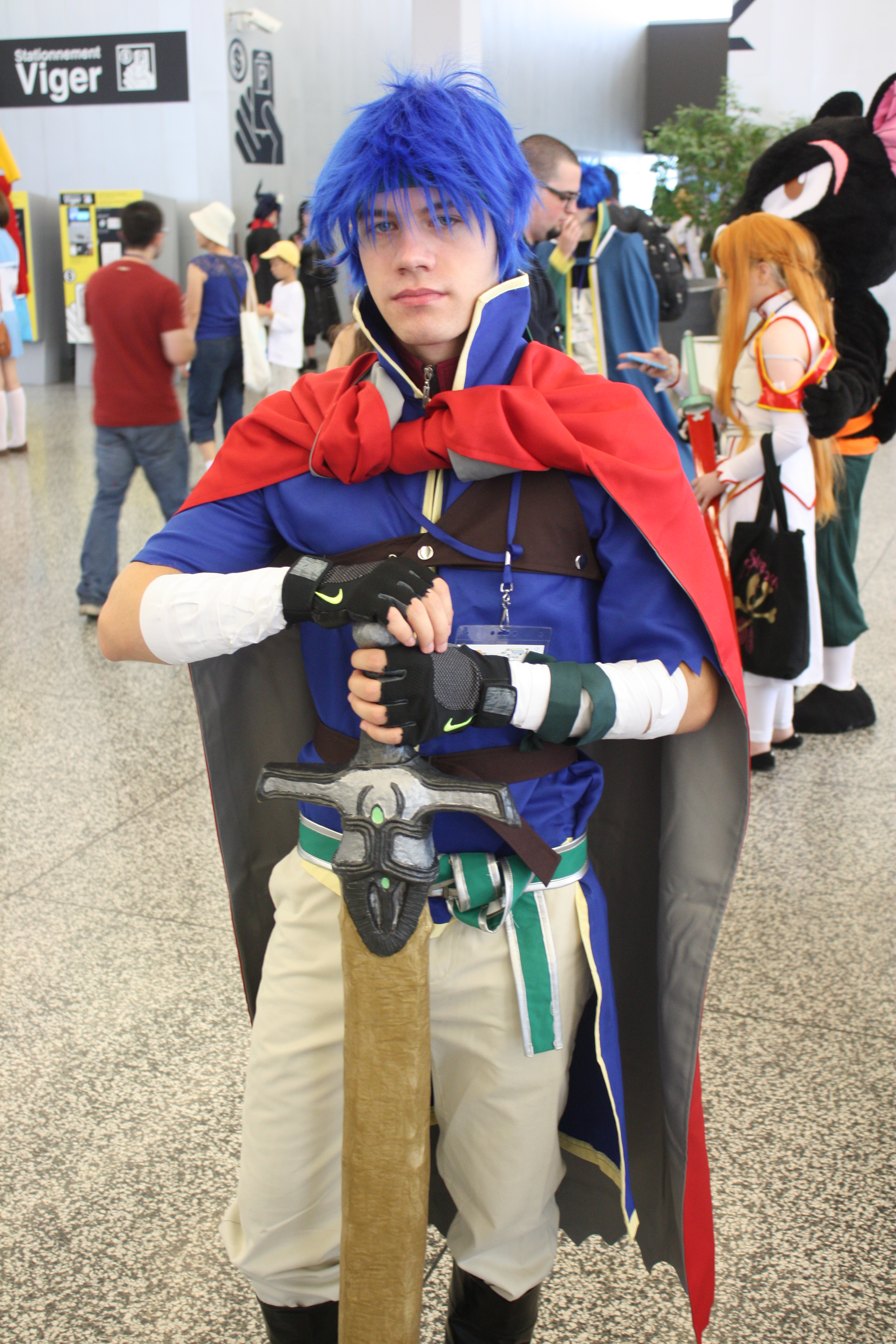
Cosplay d'Ike, personnage provenant de Fire Emblem: Path of Radiance et invocable via un amiibo.

Contrairement aux autres opus de la saga Fire Emblem, Fire Emblem Echoes: Shadows of Valentia ne présente pas un système de triangle des armes, système conférant à certaines armes un avantage sur d'autres, à la manière du jeu pierre-papier-ciseaux,. En effet, comme dans Fire Emblem Gaiden, ce système n'est pas mis en place, faisant de ces deux jeux les deux seuls de la série à ne pas proposer un tel système. De même, à l'instar de Fire Emblem Gaiden et à l'inverse des autres jeux de la saga, la magie suit un système différent. En effet, les sorts s'apprennent par montée de niveau et coûtent des points de vie au lanceur de sorts,. Les armes sont désormais incassables et ne peuvent plus être brisées à l'issue des combats. Les arcs également ne fonctionnent pas de la même manière que dans les autres jeux de la série, les porteurs de ces derniers pouvant désormais contre-attaquer au corps à corps. L'une des nouveautés de cet opus est également le possible gain d'expérience des armes. En effet, après chaque combat, le personnage gagne en plus de son expérience propre de l'expérience pour l'arme qu'il porte, lui permettant de débloquer de nouvelles capacités une fois l'arme maîtrisée. L'une des autres fonctionnalités propres à Fire Emblem Echoes: Shadows of Valentia est un système de fatigue, inspiré de celui de Fire Emblem: Thracia 776, présent exclusivement dans les phases de donjon. Plus les unités enchaînent les combats, plus la jauge de fatigue des unités augmente. Cela est représenté par une diminution des caractéristiques (par exemple l'attaque ou la résistance) des unités fatiguées, ainsi que par une diminution de leurs points de vie dès le début du combat. Afin de diminuer cette jauge de fatigue, il est possible pour les unités de manger des aliments, comme des oranges, de la farine, de la viande ou du poisson, afin de récupérer et de vider la jauge de fatigue. Une offrande à une statue de Mila efface également la fatigue de toutes les unités présentes dans le donjon.
Les liens entre les personnages se développent sur le champ de bataille lorsqu'ils combattent côte à côte. Des dialogues sont accessibles lors des combats, une fois un certain niveau de soutien acquis. Les différents niveaux de soutien entre les personnages se traduisent par une amélioration des caractéristiques des personnages en combat, plus ou moins importante selon le niveau.
L'une des nouvelles fonctions de cette version est l'horloge de Mila. Celle-ci permet au joueur, lorsqu'il l'active en touchant l'icône dédiée sur l'écran tactile, de remonter dans le temps et ainsi d'annuler les actions du joueur et de l'armée ennemie. Par exemple, si Boey est vaincu par un archer au tour 3, il est possible de revenir au début du tour 3, voire encore avant. Employable en combat, l'horloge de Mila possède néanmoins un nombre d'utilisations limitées. Plus le joueur avance dans le jeu, plus il peut, en trouvant des ressorts dans les donjons, remonter plus loin dans le temps.

### Autres fonctionnalités et apports par rapport à la version originale
L'horloge de Mila possède également une utilité hors des combats, où elle permet de revoir les conversations de soutien entre les personnages, normalement visibles seulement pendant les combats. Cependant, elle permet également d'avoir accès à des souvenirs des différents personnages du jeu, levant ainsi le voile sur des épisodes passés dans la vie des personnages, donnant accès au joueur à une meilleure compréhension de la toile de fond de l'histoire.
Les donjons et les nouveaux modes de difficultés sont également des ajouts par rapport à Fire Emblem Gaiden, ainsi que le système de fatigue, ce dernier provenant de Fire Emblem: Thracia 776, ultérieur à Fire Emblem Gaiden. Cette fatigue peut être annulée grâce à de la nourriture trouvée dans les donjons. Le joueur peut également ramener un personnage tombé au combat grâce à des fontaines situées dans certains temples.
Dans chaque village, le joueur peut trouver une forgeronne. Ce personnage non-joueur offre la possibilité au joueur d'améliorer ses armes, en augmentant les caractéristiques de celle-ci contre des pièces d'argent ou d'or, que l'on peut trouver sur les monstres vaincus ou dans les donjons. Les modifications sont prédéterminées et peuvent être cumulées. À la forge, le joueur peut également réparer des armes rouillées, ou fabriquer des armes légendaires.
Fire Emblem Echoes: Shadows of Valentia dispose également de fonctionnalités StreetPass. Les personnes pouvant interagir avec StreetPass reçoivent des cadeaux de la part des autres joueurs.

## Développement

### Genèse du projet, équipe et nouveautés apportées au concept

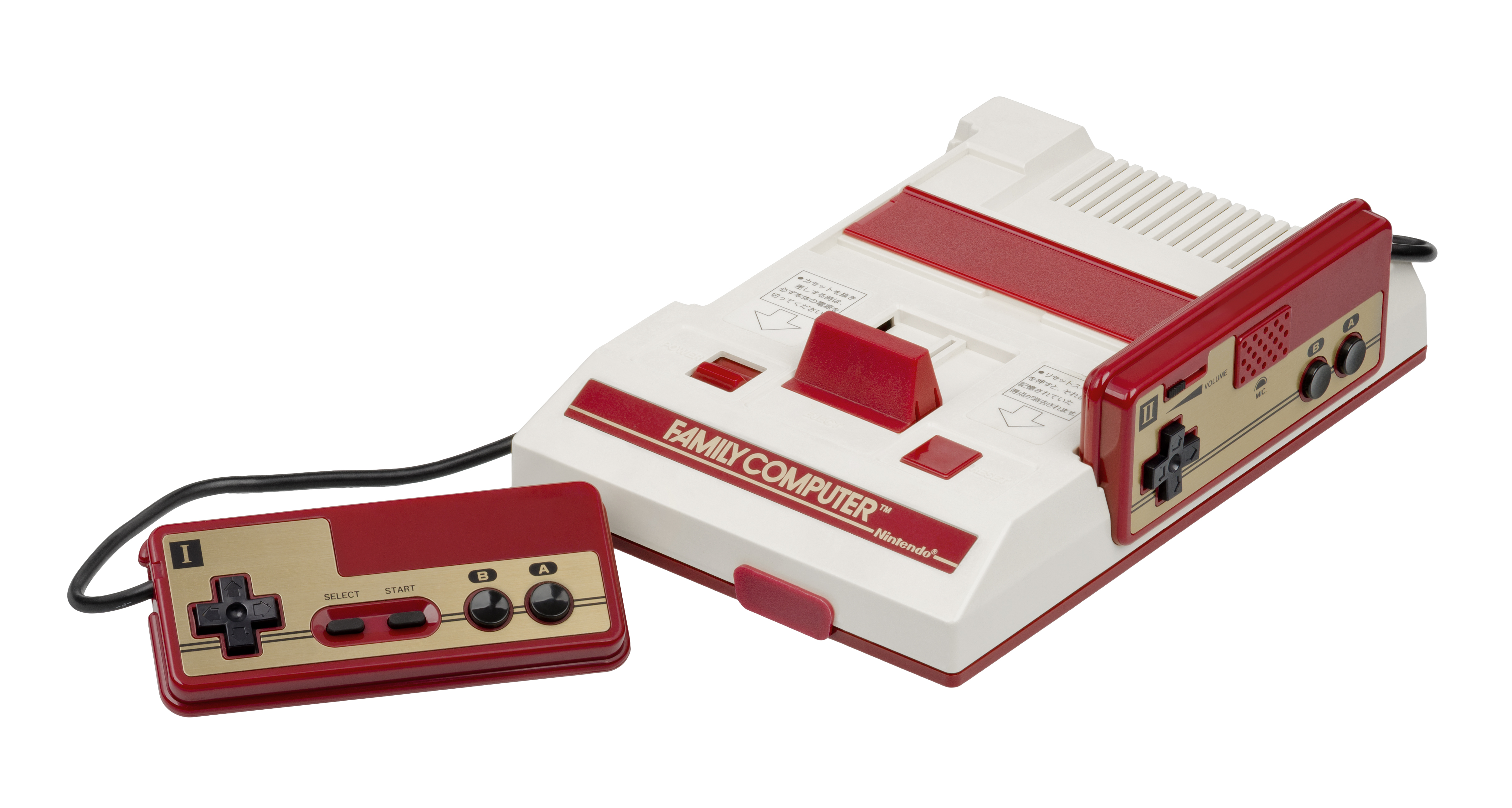
Console Nintendo Famicom, console d'origine de Fire Emblem Gaiden.

Fire Emblem Echoes: Shadows of Valentia est un remake de Fire Emblem Gaiden, le second opus de la série Fire Emblem, sorti le 14 mars 1992 sur Famicom,. Ce dernier est principalement connu pour avoir divergé de son prédécesseur, Fire Emblem Shadow Dragon and the Blade of Light en proposant de nouvelles possibilités, comme visiter une carte du monde, ainsi que des mécaniques de jeu simplifiées, tout en conservant le système de combat au tour par tour. Ces changements font de Fire Emblem Gaiden l'un des opus les moins populaires de la saga et ont donc été abandonnés dans les itérations suivantes. De plus, Fire Emblem Gaiden n'est jamais sorti en occident, le premier jeu Fire Emblem à être localisé étant Fire Emblem: The Blazing Blade en 2004.
Le développement de Fire Emblem Echoes: Shadows of Valentia débute après la sortie de Fire Emblem Fates en 2015. Le producteur Hitoshi Yamagami envisage tout d'abord de développer un Fire Emblem  pour la Nintendo Switch, mais il est trop tôt pour pouvoir envisager la création du jeu sur cette console aux propriétés et caractéristiques principales qui ne sont pas arrêtées, celle-ci étant encore en développement. Plusieurs développeurs d'Intelligent Systems attachés au projet souhaitent également inclure dans ce projet de remake de Gaiden des fonctionnalités n'ayant pas pu être incluses dans Fire Emblem Fates. Gaiden est l'opus de la saga qui a reçu le moins d'attention à l'international. Il est alors décidé de faire un remake de ce dernier rapidement, avant la sortie du futur Fire Emblem sur Nintendo Switch, qui est annoncé comme le quinzième opus de la saga Fire Emblem. La création un troisième jeu inédit pour Nintendo 3DS est envisagé, mais les délais de production ne laissent pas assez de temps pour développer un scénario nouveau, le jeu ayant une sortie initiale prévue pour septembre 2016. La date de sortie est pourtant finalement repoussée à avril 2017, aussi bien pour des limites de temps que pour correspondre au 25e anniversaire de Fire Emblem Gaiden.
Un employé de Nintendo, Kenta Nakinishi (fan de Fire Emblem Gaiden, seul jeu laissé par son père après sa mort, alors qu'il était encore enfant) est nommé directeur du projet, puisque le directeur de Fire Emblem Fates Genki Yokata est occupé sur d'autres projets. Pour Intelligent Systems, c'est Toshiyuki Kusakihara, le directeur artistique de Fire Emblem: Awakening et de Fire Emblem Fates qui est choisi pour être responsable du projet, les Fire Emblem étant développés de manière conjointe par Nintendo et Intelligent Systems. Le terme Echoes est utilisé comme un équivalent anglais au terme Gaiden (signifiant « histoires parallèles », ou « histoires connues, vues sous un autre angle »), afin de donner un titre procurant le même effet. Ce nouveau titre est en outre plus adapté à l'international, que Fire Emblem Gaiden, qui n'a été commercialisé qu'au Japon. Le terme Echoes trace également un parallèle avec le fait de voir d'anciens jeux faire « écho » aux jeux plus récents. Son réemploi peut également être envisagé pour de futurs remakes de jeux de la série.

### Conception des lieux, des personnages et améliorations apportées au scénario

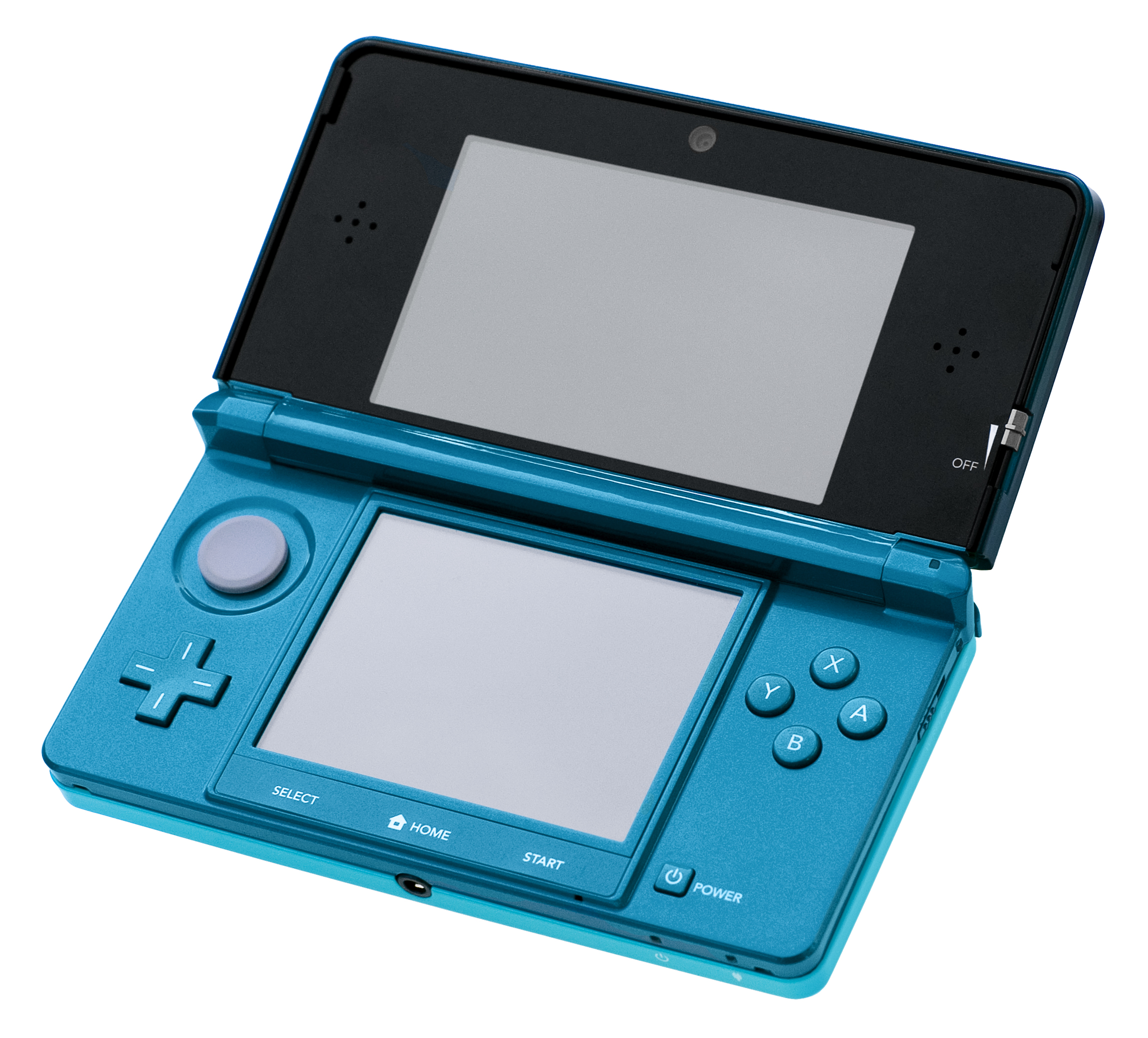
Console Nintendo 3DS, sur laquelle Fire Emblem Echoes: Shadows of Valentia est publié.

Les personnages sont redessinés par Hidari (travaillant également sous le pseudonyme Left Side, celui-ci étant gaucher), un illustrateur nippon connu pour son travail sur Fractale, la série de jeu Atelier, {Gochūmon wa usagi desu ka?  ou Lotte no omocha! et spécialisé dans la création de personnages et de bumpers,,. Hidari est choisi par Kusakihara, qui apprécie grandement son travail. Ce dernier avait déjà tenté de l'embaucher sur le projet Fire Emblem Cipher (un jeu de cartes à collectionner aux couleurs des personnages de la série Fire Emblem) ainsi que pour Fire Emblem: Awakening, mais avait essuyé des refus à cause de son emploi du temps. Pour Fire Emblem Echoes: Shadows of Valentia, le rendez-vous est pris suffisamment en avance pour qu'Hidari puisse accepter.
Le premier personnage dessiné par Hidari est Alm, le héros du jeu, qu'il dessine quatre fois avant de trouver son design définitif. Cela permet à Hidari de saisir le style adapté à utiliser pour ce Fire Emblem Echoes, afin de pouvoir créer les autres personnages du jeu. Alm est d'ailleurs conçu comme un personnage gaucher, afin de mettre en évidence la présence de sa marque sur sa main gauche, qui dresse le parallèle avec Celica dont la main droite porte aussi la marque. Mais c'est également choix délibéré qui a pour but de permettre la création d'animations de combat uniques pour ce personnage. Selon Kusakihara, il est également gaucher en référence à Alexandre le Grand, lui-même gaucher. Le personnage de Saber, ancien soldat rigelien devenu mercenaire engagé par Celica au port de Novis, fait désormais office de narrateur afin d'élargir les possibilités scénaristiques. Cette volonté d'étendre et d'approfondir le scénario vient de Kusakihara et Nakinishi, qui trouvent le scénario original trop peu développé en comparaison aux autres opus de la saga. Ce remake leur permet ainsi d'adapter l'histoire aux joueurs plus récents. L'un des exemples les plus probants est l'inclusion du conflit majeur entre les deux royaumes Rigel et Zofia, auparavant limité au manuel du jeu original. De plus, bien que les graphismes soient considérablement améliorés et que de nouvelles fonctionnalités sont ajoutées, les cartes sont équivalentes, case par case, aux carte de Fire Emblem Gaiden. Les développeurs souhaitent à la base concevoir la carte du monde intégralement en 3D, mais elle est trop étendue, et par conséquent des donjons plus petits sont créés.
L'un des défis rencontrés par l'équipe de développement est également d'apporter plus de profondeur aux personnages. Pour cela, l'une des approches utilisées est celle de la royauté. Les personnages de Berkut et Rinéa sont ainsi introduits pour servir d'opposés à Alm et Celica, et Berkut est pensé comme un faire-valoir, ses origines nobles. Le comportement de ce dernier contraste avec les origines simples et les décisions d'Alm, et les met en valeur. Selon Kyle McCarley, l'interprète d'Alm, ce dernier et Celica partagent une romance conçue pour être semblable à celle de Robin des Bois et Marianne,. Les deux points de vue différents de la même guerre est également l'un des aspects qui a poussé Nakanishi à s'intéresser au projet. Ces décisions poussent les développeurs à focaliser l'histoire sur Alm et Celica plutôt que d'inclure un avatar comme dans Awakening ou Fates.
Fire Emblem Echoes: Shadows of Valentia présente également le premier personnage ouvertement homosexuel de la saga. En effet, si Niles ou Rhajat peuvent épouser un personnage du même sexe dans Fire Emblem Fates, ils peuvent également épouser une dizaine de personnages du sexe opposé. De plus, dans Fire Emblem: Radiant Dawn, bien que le personnage de Kyza soit homosexuel également, il n'en est fait mention que dans le guide sorti plus tard et cet aspect est seulement suggéré dans le jeu. Dans Fire Emblem Echoes: Shadows of Valentia, Leon (le personnage homosexuel) parle ouvertement de sa sexualité et de ses problèmes de cœur avec Celica et les autres, une première dans un jeu Nintendo.

### Changements effectués au système de jeu
Le gameplay est également repensé pour correspondre aux standards actuels de la saga, dans la mesure où certaines mécaniques de jeu de Fire Emblem Gaiden sont dépassées. L'équipe a fait l'effort de garder les spécificités du jeu original, en combinant ainsi l'aspect RPG à des mécanismes plus actuels. Les déplacements libres (dans les donjons par exemple) sont envisagés lors du développement de Fire Emblem Fates, pour finalement ne pas être inclus. Fire Emblem Gaiden possède une fonctionnalité d'itinérance libre, malgré l'absence de donjons, mais les développeurs jugent cette fonctionnalité parfaitement adapté à Echoes. La difficulté de jeu est rééquilibrée, puisque Gaiden souffre d'une simplicité en début de partie et sa fin est jugée trop ardue. Le système de triangle des armes, absent du jeu original, n'est pas réintégré, afin de ne pas modifier ou de rajouter des personnages du jeu, allant ainsi à l'encontre de la volonté des développeurs.  Le système de mariage (une fonctionnalité présente dans Awakening ou Fates, qui permet à deux personnages de se marier et peuvent avoir des enfants, héritant du physique et des statistiques des parents, n'est pas non plus réintégré pour les mêmes raisons, afin de ne pas dénaturer les relations entre les personnages. Le système permettant de faire combattre ensemble deux personnages instauré dans Awakening ou Fates n'est pas non-plus présent ici, puisqu'il n'est pas dans le jeu original,. Pour donner de la profondeur aux personnages, les conversations de soutien sont néanmoins intégrées.
L'horloge de Mila est intégrée au gameplay, selon le concepteur Toshiyuki Kusakihara, pour éviter au joueur d'avoir à relancer intégralement la partie dans le cas d'une seule erreur. Selon lui, cela permet d'éviter une trop grande frustration sans diminuer la difficulté du jeu, et de conserver du challenge pour les joueurs les plus assidus, à opposer au mode « Phénix » de Fire Emblem Fates, critiqué pour simplifier à l'extrême le jeu.

### Animation et cinématiques
Le jeu dispose de cinématiques réalisées par le studio Khara. Ce studio, crée en 2006 par Hideaki Anno, a notamment produit la tétralogie Rebuild of Evangelion ou le jeu Gravity Rush 2, mais est également responsable de l'animation de plusieurs animes comme Kill la Kill, Gurren Lagann, Bungo Stray Dogs, Le Garçon et la Bête, Your Name. ou Your Lie in April.
Les cinématiques adoptent ainsi un style « animé », moins réel que les cinématiques des précédents opus sur la Nintendo 3DS, qui sont, elles, animées par le studio Anima et Spooky Graphics. Le storyboarding est confié au studio Pablo, connu pour son travail sur ReLIFE ou Assassination Classroom. Les modèles 3D des personnages sont également plus réalistes dans leurs proportions et leurs mouvements que ceux des deux précédents opus.

## Bande-son

### Musique
La musique de Fire Emblem Echoes: Shadows of Valentia est composée par plusieurs artistes, dont Takeru Kanazaki, connu principalement pour son travail sur Fire Emblem Fates, Paper Mario: Color Splash ou Code Name: S.T.E.A.M.. Des compositeurs membres d'Intelligent Systems prennent également part à la composition des morceaux, comme Yasuhisa Baba, qui a également travaillé sur Fire Emblem Fates mais aussi sur Paper Mario: Sticker Star ou sur la série des Wario Ware, ou comme Shoh Murakami. Takafumi Wada, un compositeur de musique d'animes principalement (comme Seven Deadly Sins, Owari no Seraph ou High School of the Dead), est également engagé pour le mixage et le montage sonore.
Hiroki Morishita, compositeur principal des autres titres de la saga, est alors en cours de production des musiques de Fire Emblem Heroes, ce qui justifie ainsi son absence du projet. L'équipe responsable de la bande-son a pour objectif d'allier compositions originales et des réarrangements des musiques originales composées par Yuka Tsujiyoko, qui est chargée de la supervision sonore de cet opus.
La chanson du générique de fin, Heritors of Arcadia, est chantée par Bonnie Gordon, l'interprète de Silque (une prêtresse au service de Mila, abandonnée par ses parents et membre de l'armée d'Alm, ayant donné l'horloge de Mila à ce dernier). Gordon, après avoir entendu les ingénieurs du son avoir besoin d'une chanteuse pour le générique de fin, les impressionne avec une chanson amateure et parodique sur Star Trek. La chanson originale japonaise, d'une octave trop haute, présente un défi pour la chanteuse habituée au jazz et aux voix plus graves. Mais Gordon réussit néanmoins. Bien que cette chanson ne soit pas censée être chantée par Silque, Gordon s'inspire de son travail sur la prêtresse pour donner un ton solennel à la chanson, cette dernière parlant de Mila également. Pour la version japonaise, une chorale de  huit personnes est engagée pour chanter ce thème. L'intention des compositeurs est de véhiculer une impression de tranquillité, à la fois par les dieux Mila et Duma, enfin en paix avec eux-mêmes, et le soulagement des héros d'avoir ramené la paix en Valentia. Pour les musiques des héros invoqués par les amiibos, des pistes provenant des jeux originaux de ces héros sont réorchestrées.
Une première version de la bande son, le CD Sound Selection Echoes, qui contient trente pistes, dont des musiques provenant de la version originale sur Famicom composée par Yuka Tsujiyoko, en plus de leur version remastérisée, est présente dans les éditions limitées vendues avec le jeu à sa sortie. La version complète de la bande-son est commercialisée le 25 octobre 2017 sous le nom de Fire Emblem Echoes : Shadow of Valentia - Original Soundtrack Album, rassemblant cinq disques pour plus de 5 heures de musique et est illustrée par Hidari. Cette version contient toutes les pistes du jeu, y compris celles relatives aux amiibos et aux contenus additionnels. Les musiques de Fire Emblem Gaiden sont également présentes. On y trouve également une planche d'autocollants dessinés par Hidari, des cartes à jouer exclusives ainsi que des cartes postales dessinées également par Hibari, un DVD présentant la cinématique d'ouverture en haute définition, un livret exclusif de 24 pages, comprenant un message des compositeurs.

### Doublage
Fire Emblem Echoes: Shadows of Valentia est le premier opus de la saga à être intégralement doublé, alors que les autres jeux ne possèdent que quelques courtes répliques. Néanmoins, bien que les textes du jeu soient traduits dans plusieurs langues, les voix sont disponibles uniquement en anglais pour les jeux vendus hors du Japon. Les doublages sont enregistrés au studio de Cup of Tea Production, à Burbank.
Les auditions pour les personnages de Fire Emblem Echoes: Shadows of Valentia se sont effectuées en même temps que les auditions pour Fire Emblem Heroes. Greg Chun, l'interprète de Lukas est ainsi repéré pour être l'interprète de Ike ou Eldigan lors de ces auditions. D'autres, comme Alexis Tipton, l'interprète de Clair, sont directement recrutés.

## Accueil

### Commercialisation et sortie
Fire Emblem Echoes: Shadows of Valentia est annoncé lors du Fire Emblem Direct, un Nintendo Direct se concentrant uniquement sur les sorties à venir pour la franchise Fire Emblem du 18 janvier 2017,. Au Japon, plusieurs versions du jeu, en plus de l'édition standard sortent le 20 avril 2017. L'édition limitée comprend le jeu, une carte exclusive à l'effigie d'Alm, ainsi qu'un code de téléchargement pour les futurs contenus téléchargeables et le CD Sound Selection Echoes et l'édition Valentia Complete, comprend tout ce que propose l'édition limitée et rajoute une carte holographique représentant Celica, le Valentia Artbook, un livre contentant des dessins préparatoires, des images conceptuelles et de présentation des personnages, ainsi que le Fire Emblem HD Movie Collection, un Blu-Ray exclusif de 90 minutes regroupant les cinématiques de différents jeux Fire Emblem (Radiant Dawn, Awakening, Fates et Echoes) ainsi que différents bonus exclusifs.
Le jeu sort aux États-Unis et en Europe le 19 mai 2017 et en Australasie le lendemain. C'est d'ailleurs le premier jeu de la saga Fire Emblem à bénéficier d'une traduction chinoise,. Les figurines amiibos à l'effigie des protagonistes du jeu Alm et Celica sont également sorties à la même date. L'édition limitée européenne et américaine diffère des éditions limitées japonaises. En effet, en plus de contenir une version physique du jeu, elle possède également un set de pin's en pixel-art à l'effigie de Marth, Celica et Alm, une jaquette réversible pour le jeu, le Valentia Artbook, le CD Sound Selection Echoes et les amiibos à l'effigie des deux héros.
La localisation est effectuée par le studio 8-4, qui s'est notamment occupé de celle de Fire Emblem: Awakening et Fire Emblem: Shadow Dragon.
Afin de promouvoir la sortie du jeu en Occident, des héros provenant de Fire Emblem Echoes: Shadows of Valentia, Alm, Clair, Lukas et Faye sortent le 14 avril 2017 sur le jeu mobile Fire Emblem Heroes, avant la sortie officielle du jeu. Le jour de la sortie de Fire Emblem Echoes: Shadows of Valentia, des cadeaux en relation avec le jeu (des héros invocables et autres récompenses) sont offerts aux joueurs de Fire Emblem Heroes.

Logo de Fire Emblem: Battle of Revolution, parodie au look rétro de Fire Emblem Echoes: Shadows of Valentia créée par Nintendo en tant que poisson d'avril en 2017.

Pour le 1er avril 2017, en guise de poisson d'avril, Nintendo annonce la sortie prochaine d'un nouveau jeu, intitulé Fire Emblem: Battle of Revolution et censé sortir le 20 avril 2017, date de la sortie japonaise de Fire Emblem Echoes: Shadows of Valentia. Présenté comme un demake (retour volontaire en arrière, inverse du remake), Fire Emblem: Battle of Revolution propose des graphismes 8 bits, similaires à ceux de Fire Emblem Gaiden. Offert comme un retour aux sources, le jeu est annoncé disponible sur Nintendo Switch et Nintendo 3DS et est compatible avec la technologie amiibo. L'histoire de ce « jeu » se déroule durant la période Edo et met en scène Kamui, Leon et Valbar, (trois mercenaires de l'armée de Celica dans Fire Emblem Echoes: Shadows of Valentia). Une fausse édition limitée et de faux DLC sont également présentés. Le but de ce poisson d'avril est de mettre en avant la sortie bien réelle de Fire Emblem Echoes: Shadows of Valentia, qui arrive peu de temps après.
Cette idée est venue de l'équipe de production, qui désire faire un poisson d'avril sur le thème de Fire Emblem. Elle pense tout d'abord à créer un jeu centré sur la bataille de Sekigahara, avant de se concentrer sur l'ère Edo. L'idée du retour aux sources est alors apparue, qui fait le lien avec Fire Emblem Echoes: Shadows of Valentia, et pousse ainsi l'équipe à mettre en avant Leon, Valbar et Kamui.

### Critiques
Fire Emblem Echoes: Shadows of Valentia est bien accueilli par la presse spécialisée et reçoit des critiques positives pour son gameplay, son scénario, la direction artistique et sa bande-son. Néanmoins, les critiques les plus récurrentes déplorent les contenus téléchargeables trop nombreux et trop coûteux, ainsi que la répétitivité de l'exploration des donjons.
Pour le site web spécialisé dans le jeu vidéo Game Revolution, l'une des plus grandes réussites du jeu est « le gameplay original de Fire Emblem adapté aux standards modernes, permettant l'apparition de nouvelles stratégies ». Pour IGN, l'aspect stratégique du jeu est particulièrement réussi, grâce à la « satisfaction d'étudier les mouvements des adversaires et d'effectuer la gymnastique cérébrale afin de triompher ». Polygon vante également les combats, jugés « stratégiques, ayant lieu dans des cartes inventives forçant le joueur à élaborer des plans de batailles ingénieux ». Selon JeuxActu, les nouveautés du jeu contribuent à sa qualité globale, comme les donjons, jugés « prenants, accentuant le sentiment d'exploration » ou les changements apportés au gameplay de Fire Emblem Gaiden qui permettent des « combats faciles d'accès mais diablement stratégiques ». Gameblog félicite quant à lui les nouveautés apportées à cet opus, comme l'horloge de Mila, jugée « pratique », les donjons introduits à la manière du RPG, ou les compétences spéciales acquises via les armes. L'exploration des villes et des donjons, en plus des nouvelles conversations de soutien, font également partie des nouveautés vantées par le magazine spécialisé Famitsu. De plus, Gamekult se réjouit que Fire Emblem Echoes: Shadows of Valentia combine « plusieurs approches du RPG japonais dans un mélange plutôt expérimental, donnant une curiosité loin d'être désagréable à jouer ». Il félicite également les relations de soutien, moins envahissantes que le système de mariage des précédents opus. Le site américain GameSpot vante également les nouveautés apportées au gameplay, comme l'horloge de Mila ou la visite des villes, ainsi que le challenge apporté par la stratégie inhérente au gameplay.
Game Revolution vante également la qualité du doublage intégral du jeu et des cinématiques, ainsi que l'influence visual novel. Pour le site français Gamekult, le jeu tire profit de ses musiques « habilement retravaillées » et « grandement améliorées » depuis la version Famicom, de ses personnages supplémentaires et de ses « dialogues inédits », qui enrichissent l'expérience du joueur. Toujours selon Gamekult, phases d'exploration 3D et batailles classiques se mêlent dans « un confort agréable ». Jeuxvideo.com salue les « musiques intenses et marquées » du jeu, ainsi que des « scènes animées de qualité ». IGN acclame lui aussi les cinématiques bien animées et un doublage de qualité. Pour Polygon, le character design, la performance des comédiens de doublage et les cinématiques font partie des qualités du jeu. JeuxActu loue également le character design, les animations lors des combats, des « cinématiques apportant un gros plus à la narration, un doublage de bonne qualité et une bande-son aux petits oignons ». Game Informer apprécie les effets lors des combats et les cinématiques, jugés « magnifiques ». Il met également en avant la qualité de la musique orchestrale du jeu. Selon Gameblog, « les cinématiques sont nombreuses et de qualité, le character design est classieux, les dialogues doublés en intégralité sont un atout du jeu, et la bande son est fantastique, orchestrations audacieuses à l'appui ». Famitsu estime que « les dialogues entièrement doublés et les animations développées par le studio Khara figurent parmi les points les plus importants du jeu ». Eurogamer apprécie le travail d'Hidari sur les personnages, qui donne vie à Valentia de manière « belle et innocente », ainsi que le travail des doubleurs. Pour le site spécialisé USgamer, Fire Emblem Echoes: Shadows of Valentia « est l'un des plus beaux jeux de la Nintendo 3DS ». Plus critique sur la qualité des doublages, il reconnait néanmoins « le caractère exceptionnel de la musique, même comparé aux autres jeux de le franchise Fire Emblem ».
Gamekult met également en avant la qualité des histoires parallèles et du scénario, qui, « même s'il n'est plus très étonnant aujourd'hui, procure au joueur la motivation nécessaire pour connaître le fin mot de l'histoire ». Jeuxvideo.com louent quant à eux « une histoire simple mais agréable à suivre ». Polygon apprécie l'histoire « à la fois excitante et pleine de sens, le gameplay reflétant le scénario du jeu à la perfection ». Pour JeuxActu, le scénario est « solide et prenant, favorisant l'immersion ». GamesRadar+ souligne que la « narration est solide, couplée à une caractérisation des personnages très riche ». Gameblog apprécie également le nombre des quêtes annexes, permettant, selon eux, d'approfondir l'histoire. Selon le magazine nippon Famitsu, l'aventure est à la fois « héroïque et dramatique, portée par des personnages parfaits et complets auxquels on s'attache facilement ». Nintendo Life juge que l'histoire, axée sur ses personnages, est l'une des forces du jeu. Pour USgamer, l'histoire double partagée entre Alm et Celica est « très intéressante, l'une des forces du jeu ». GameSpot apprécie également « l'équilibre entre le temps accordé au scénario et aux combats, permettant de s'attacher aux personnages, sans perdre du temps dans des multiples conversations de soutiens ».
Parmi les critiques les plus récurrentes associées à Fire Emblem Echoes: Shadows of Valentia, Jeuxvideo.com et Gamekult déplorent un nombre trop important de microtransactions, qui conduit à un prix trop élevé si le joueur souhaite profiter de l'expérience complète de jeu,. D'autres médias, comme Game Revolution ou Gameblog se désolent également d'un manque de variété dans les donjons et certaines cartes du mode « Histoire »,. Plus anecdotiquement, JeuxActu regrette l'absence de voix japonaises et d'attaques combinées, disponibles dans les anciennes versions. EGM se plaint également du retrait du système du triangle des armes, tandis que Game Informer déplore qu'il soit nécessaire d'entraîner ses personnages trop souvent entre les niveaux.

### Ventes
Lors de sa première semaine d'exploitation au Japon, Fire Emblem Echoes: Shadows of Valentia s'est écoulé à 135 195 copies, soit près de 80 % de son stock initial, et arrive en tête des classements de ventes japonaises en moins d'une semaine. Il dépasse le second du classement de 83 526 copies,. À la fin de l'année 2017 au Japon, 199 701 copies du jeu ont été écoulées. Au Royaume-Uni, le jeu se place en cinquième place des classements tous formats confondus, se vendant deux fois moins que Fire Emblem Fates lors de sa sortie (néanmoins, Fire Emblem Fates est disponible en deux versions, rendant les ventes relativement équivalentes). En Australasie, le jeu arrive en second des classements des ventes, en première place des jeux 3DS. Aux États-Unis, Fire Emblem Echoes: Shadows of Valentia se hisse à la septième place du classement des ventes toutes plate-formes confondues. Selon le NPD Group, les ventes de consoles portables augmentent légèrement au moment de la sortie du jeu.
Selon le rapport trimestriel de Nintendo de la période associée, Fire Emblem Echoes: Shadows of Valentia est un titre assez populaire, avec près de 950 000 unités vendues au total.

### Récompenses
Fire Emblem Echoes: Shadows of Valentia est nommé dans la catégorie « meilleur jeu 3DS 2017 » selon le site IGN. Le site spécialisé Gamespot nomine également ce jeu pour la même catégorie lors de sa rétrospective des jeux de l'année 2017. Il est nommé en tant que « meilleur jeu sur une console portable de l'année » à la 21e cérémonie des Interactive Achievement Awards, perdant face à Metroid: Samus Returns. Il est également nommé pour sa bande-son lors des National Academy of Video Game Trade Reviewers.
| Année | Récompense                                     | Catégorie                         | Statut     |
| ----- | ---------------------------------------------- | --------------------------------- | ---------- |
| 2017  | IGN Awards                                     | Meilleur jeu 3DS                  | Nomination |
| 2017  | D.I.C.E. Awards                                | Meilleur jeu sur console portable | Nomination |
| 2017  | National Academy of Video Game Trade Reviewers | Meilleure musique                 | Nomination |
| 2017  | Gamespot Awards                                | Meilleur jeu 3DS                  | Nomination |

## Postérité

### Place dans la série et influences sur les jeux futurs
Comme de nombreux personnages de la franchise Fire Emblem, certains issus de Fire Emblem Echoes: Shadows of Valentia sont inclus dans le jeu mobile Fire Emblem Heroes. En effet, Alm, Clair, Lukas et Faye, tous membres de la Délivrance sont ajoutés le 14 avril 2017. Le 15 mai 2017, c'est au tour de Celica et de ses meilleurs amis Boey, Mae et Genny. Plus tard dans l'année, le 28 juillet 2017, d'autres personnages du jeu sont ajoutés, comme Gray, Mathilda et Delthea ainsi que Sonya, Saber et Leon. Le 23 octobre 2018, Kliff, ami d'enfance d'Alm et Celica, est lui aussi ajouté au jeu,. De plus, des versions alternatives de personnages déjà existants habillés différemment pour certaines occasions, à l'instar des costumes de lapin pour Pâques sont ajoutées au logiciel lors de sa durée de vie,. Les personnages de Fire Emblem Echoes: Shadows of Valentia sont également à l'honneur lors d'une « Tourmente » (mode de jeu durant plusieurs semaines), « l'écho des lames », en juillet 2017. D'autres événements plus courts, comme la bataille des héros liés « Alm et Celica » ou une grande bataille contre Berkut mettent également en avant les personnages de Fire Emblem Echoes: Shadows of Valentia,.
Celica est également présente dans le jeu hors-série Fire Emblem Warriors. Une carte du mode « Chroniques », également entièrement basée sur une des cartes de Fire Emblem Echoes: Shadows of Valentia, mimique la scène d'enlèvement de Celica, ainsi que sa libération.
Celica est de plus l'un des personnages auxquels il est possible de faire appel grâce aux Emblèmes dans Fire Emblem Engage. Elle rejoint l'armée d'Alear, le héros du jeu, après une bataille de recrutement. Son pouvoir est contenu dans un anneau, que le joueur peut utiliser à des instants spécifiques, et lui confère un bonus d'attaque.
À la suite du succès de Fire Emblem Echoes: Shadows of Valentia, les directeurs du jeu envisagent d'autres remakes de jeux Fire Emblem sortis exclusivement au Japon, sous l'appellation Echoes, notamment le jeu Fire Emblem: The Binding Blade, lui aussi sorti uniquement au Japon.
Selon un sondage de popularité des personnages de Fire Emblem organisé par Nintendo en janvier 2018 dans le cadre d'un événement pour Fire Emblem Heroes, Celica, l'héroïne de Fire Emblem Echoes: Shadows of Valentia arrive en première place du classement féminin et en deuxième place du classement total, avec 36 302 votes. Alm, de son côté, arrive 4e du classement masculin et en 9e place du classement total, avec 18 716 votes. L'année suivante, un nouveau sondage excluant les gagnants de l'édition précédente est lancé. Cette fois ci, Alm arrive en tête des voix, que ce soit du classement masculin ou mixte avec 62 216 votes.
Plus généralement, plusieurs personnages de Fire Emblem Echoes: Shadows of Valentia, comme Alm, Celica, Python, Leon ou Clair, obtiennent un niveau de popularité élevé, et sont régulièrement cités dans des rétrospectives sur l'ensemble de la franchise,,,.

### Produits dérivés
Les personnages de Fire Emblem Echoes: Shadows of Valentia sont également représentés sur des cartes à jouer officielles dans le jeu de carte Fire Emblem Cipher. En effet, la neuvième vague de cartes, sortie en milieu d'année 2017, est dédiée à Fire Emblem Echoes: Shadows of Valentia, en plus de Fire Emblem: The Binding Blade et de Fire Emblem: Path of Radiance, dans laquelle figurent des personnages comme Alm, Celica, et leurs membres d'armées respectifs. Un deck spécial contenant 40 cartes dont plusieurs exclusives sort au même moment. La onzième série, sortie fin 2017, présente également des personnages de Fire Emblem Echoes: Shadows of Valentia en plus de personnages de Fire Emblem Warriors et de Fire Emblem: The Sacred Stones, et introduit notamment des personnages exclus de la série précédente, comme Forsyth ou Python, et des cartes représentant les classes exclusives aux DLC.
Le 28 mars 2018, un album qui contient une compilation de musiques de tous les opus de la saga Fire Emblem intitulé Fire Emblem Music Collection : Session ~Flower of Enchantment~, produit par Yuka Tsujiyoko et distribué par Symphony No. 5 et Tablier Communications, sort au Japon. Il contient deux musiques de Fire Emblem Echoes: Shadows of Valentia, dont la chanson du générique de fin Heritors of Arcadia.
Un yonkoma (manga humoristique constitué de plusieurs histoires courtes de 4 cases) présentant les personnages de Fire Emblem Echoes: Shadows of Valentia sort après la mise en vente du jeu au Japon uniquement.